# Liotryphon cydiae
Liotryphon cydiae är en stekelart som först beskrevs av Perkins 1942.  Liotryphon cydiae ingår i släktet Liotryphon och familjen brokparasitsteklar. Inga underarter finns listade i Catalogue of Life.